# Anna Maria Blind
Anna Maria Margareta Blind, född 20 mars 1937 i Karesuando församling, Lappland, är en samisk skådespelare. Hon utbildade sig vid Dramatens elevskola. Hon har bland annat medverkat i Jan Troells "Här har du ditt liv" och Nils Gaups "Vägvisaren".

## Filmografi
- 1966 – Här har du ditt liv
- 1975 – Gyllene år (TV-serie)
- 1987 – Vägvisaren
- 1997 – Radioskugga (TV-serie)
- 1997 – Vildängel
- 1997 – Minister på villovägar
- 1999 – En liten julsaga
- 2003 – Bázo
- 2003 – Misa mi
- 2004 – Linné och hans apostlar (TV-serie)

## Teater

### Roller
| År   | Roll | Produktion                          | Regi          | Teater             |
| ---- | ---- | ----------------------------------- | ------------- | ------------------ |
| 1983 |      | Tiden börjar på nytt Torbjörn Säfve | Jarl Lindblad | Norrbottensteatern |